# セーラム (インド)
セーラム（タミル語: சேலம், タミル語発音: [seːlam]; 英語: Salem）は、インド南部のタミル・ナードゥ州にある都市。セーラム県の県庁所在地であり、同県セーラム郡の中心都市である。

## 地理
タミル・ナードゥ州北部南側のセーラム県の中央部に位置する。州内の主要都市までの距離を以下に示す。
- チェンナイまで 334km
- ティルッチラーッパッリまで 140km
- マドゥライまで 222km
- コーヤンブットゥールまで 158km
- カンニヤークマリまで 464km

## 政治
セーラムでは、選挙区がセーラム一区とセーラム二区に分けられている。2001年の州議会議員選挙では、一区ではAIADMKのSe・ヴェンカタジャラムが当選する一方、二区ではPMKのM・カルテーが当選した。2006年の州議会議員選挙では、一区では引き続きAIADMKのL・ラヴィチャンドランが当選する一方、二区ではDMKのS・アールムカムが当選した。